# Shahdadkot
Shahdadkot ou Shahdad Kot (en ourdou : شہدادکوٹ ; en sindi : شھدادڪوٽ) est une ville du Pakistan, située dans la province du Sind et le district de Qambar Shahdadkot.

## Géographie
Shahdadkot est une ville du district de Qambar-Shahdadkot, dans la province pakistanaise du Sind. Elle est située à une cinquantaine de kilomètres au nord-ouest de Larkana, près de la frontière avec la province du Baloutchistan.

## Démographie
La population de la ville a été multipliée par près de cinq entre 1972 et 2017, passant de 24 323 habitants à 118 915. Entre 1998 et 2017, la croissance annuelle moyenne s'affiche à 3,6 %, supérieure à la moyenne nationale de 2,4 %. En 2023, la population de la ville monte à 120 687 habitants.
La ville est essentiellement sindie, puisque plus de 94 % des habitants en parlent la langue, tandis qu'on y trouve une petite minorité parlant brahoui (3 %).
Essentiellement musulmane, la ville inclut une minorité hindoue, comptant plus de 3 000 fidèles, plus de 2 % des habitants de la ville.
Le taux d'alphabétisation de la ville s'élève à 59 % en 2023 (contre une moyenne nationale de 61 %), dont 67 % pour les hommes et 50 % pour les femmes.
|            | 1972 (rec.) | 1981 (rec.) | 1998 (rec.) | 2017 (rec.) | 2023 (rec.) |
| ---------- | ----------- | ----------- | ----------- | ----------- | ----------- |
| Population | 24 323      | 32 888      | 60 436      | 118 915     | 120 687     |